# Luca Chiantore
Luca Chiantore  (Milán, 1966) es un pianista y musicólogo italiano radicado en Cataluña (España), figura de referencia en el estudio de la teoría y la historia de la interpretación pianística y especialmente activo en el mundo de habla hispana.

## Biografía
Luca Chiantore estudió piano y composición con Emilia Crippa Stradella, Alexander Lonquich, Edoardo Strabbioli y Franco Scala, entre otros, interesándose al mismo tiempo en la ejecución con teclados históricos. Es doctor en Musicología por la Universidad Autónoma de Barcelona y su actividad como investigador, intérprete y docente lo ha llevado hasta los principales países de Europa, África, América y Asia. Ha publicado, entre otros textos, Historia de la técnica pianística (2001); Beethoven al piano (2010); Escribir sobre música (2016), este último junto a Áurea Domínguez y Sílvia Martínez; Tone Moves (2019), edición inglesa actualizada y ampliada de su primera monografía; y Malditas palabras (2021). Desde 2003 dirige Musikeon, empresa de servicios musicológicos y formación musical especializada, y es cofundador del Tropos Ensemble junto al también pianista, compositor y productor David Ortolà.

## Historia de la técnica pianística
En España y Latinoamérica a Luca Chiantore se le conoce principalmente por su Historia de la técnica pianística: Un estudio sobre los grandes compositores y el arte de la interpretación en busca de la Ur-Technik (2001), un libro que, en lugar de mostrarnos el devenir histórico como un camino hacia una técnica ideal, se centra en las especificidades del pianismo de los principales compositores-pianistas de la música clásica occidental para comprender cómo tocaban en el momento de componer sus obras. De ahí el concepto de "Ur-Technik" que, paralelamente a los más conocidos "Ur-Text" y "Ur-Ton", se presenta como un punto de referencia para imaginar posibles caminos para la interpretación del repertorio clásico. El libro se vale de un amplio conjunto de fuentes documentales, a través de las cuales el autor analiza la técnica de los compositores hoy más tocados, relacionándola con la evolución del repertorio, las distintas teorías pedagógicas y las transformaciones vividas por el instrumento.

## Beethoven y el piano
En abril de 2010, la editorial Nortesur publicó un nuevo texto de grandes dimensiones, Beethoven al piano: Improvisación, composición e investigación sonora en sus ejercicios técnicos (del que en 2020 se publicó una nueva edición ampliamente revisada) en el que se muestra la estrecha vinculación que mantenían en la actividad artística de Beethoven la composición, la improvisación y la experimentación en torno a los recursos sonoros del piano. Se trata del primer texto monográfico dedicado a los apuntes técnicos de este compositor,. Más de 170 ejemplos musicales, muchos de ellos inéditos, ilustran un volumen que incluye, además, una detallada descripción de los argumentos que han llevado a Luca Chiantore a afirmar que no fue Beethoven quien escribió Para Elisa tal como hoy la conocemos, una tesis de la que se hicieron eco medios de comunicación de más de treinta países, entre los cuales The New Yorker, Corriere della sera y Die Welt.

## La actividad didáctica
Luca Chiantore es, además, profesor del Departamento de Musicología de la Escola Superior de Música de Catalunya desde su fundación, en el año 2001. Desde 1992 ha dirigido unos Cursos de Especialización que con los años se han convertido en una referencia internacional, organizados primero por la Escuela de Música Duetto y, a partir de 2003, por Musikeon. Los cursos han contado con la colaboración de figuras de la talla de Lazar Berman, Alicia de Larrocha, Dmitri Bashkirov, Katia & Marielle Labèque, Mischa Maisky, Leslie Howard, Frederic Rzewski, Uri Caine, Andreas Staier, Eric Heidsieck, Josep Colom, Barry Cooper, Clive Brown, Eero Tarasti y Kenneth Hamilton. El concierto que celebraba el 10º Aniversario de la institución de dichos cursos, en mayo de 2002, estuvo a cargo de Krystian Zimerman, mientras que su 20º Aniversario fue la ocasión para organizar el concierto "20 años 20 pianos". Luca Chiantore ha sido, además, profesor de la Escuela Superior de Música Reina Sofía y colabora desde 2014 con el Doctorado en Música de la Universidade de Aveiro (Portugal).